# Тупиченка
Тупиченка — река в России, протекает в Холмском районе Новгородской области. Река вытекает из озера Роговского и течёт на юго-восток. Устье реки находится в 4,5 км по левому берегу реки Вица у деревни Ширяево. Длина реки составляет 17 км. Около устья ширина реки — 8 метров, глубина — 2,5 метра.
Река протекает по территории Красноборского сельского поселения. На берегу реки стоят деревни Замошье, Ручейки и Ширяево.

## Данные водного реестра
По данным государственного водного реестра России относится к Балтийскому бассейновому округу, водохозяйственный участок реки — Ловать и Пола, речной подбассейн реки — Волхов. Относится к речному бассейну реки Нева (включая бассейны рек Онежского и Ладожского озера).
Код объекта в государственном водном реестре — 01040200312102000023148.